# Abdelmoumene Djabou
Abdelmoumene Djabou (Setif, 30 de janeiro de 1987), é um futebolista argelino que atua como meia. Atualmente, joga pelo Club Africain no Campeonato Tunisiano de Futebol.

## Carreira
Djabou iniciou sua carreira nas categorias de base do ES Sétif, time da sua cidade natal. Ele fez sua estréia profissional durante a temporada de 2004-2005, fazendo dois jogos no campeonato. Na temporada seguinte, ele fez mais duas aparições. Ele passou a temporada 2006-2007 emprestado ao MC El Eulma.[carece de fontes?]
Em 30 de setembro de 2008, Djabou foi emprestado ao clube suíço FC Sion. No entanto, depois de um mês com o clube, a papelada ainda não tinha sido liberada e Djabou retornou ao ES Sétif.[carece de fontes?]
Em janeiro de 2009, Djabou foi emprestado ao USM El Harrach. Djabou fez sua estréia pela USM El Harrach em 19 de fevereiro de 2009 contra o NA Hussein Dey, ao entrar no lugar do companheiro Gharbi aos 60 minutos de jogo. Ele marcou o seu primeiro gol pelo clube contra seu ex-clube MC El Eulma aos 17 minuto de jogo, com o resultado final sendo 2 a 2. Ele marcou seu segundo gol contra o RC Kouba no 1º minuto, com o resultado final terminando em 5 a 1. No total, ele disputou 12 jogos e marcou 2 gols durante seu primeiro período de empréstimo no USM El Harrach. Ele também passou a temporada de 2009-2010 a título de empréstimo com o clube, marcando cinco gols em 31 partidas. Em 9 de junho de 2010, ele retornou ao ES Sétif.
Em 13 de junho de 2012, Djabou assinou um contrato de dois anos com o time tunisiano Club Africain.

## Seleção

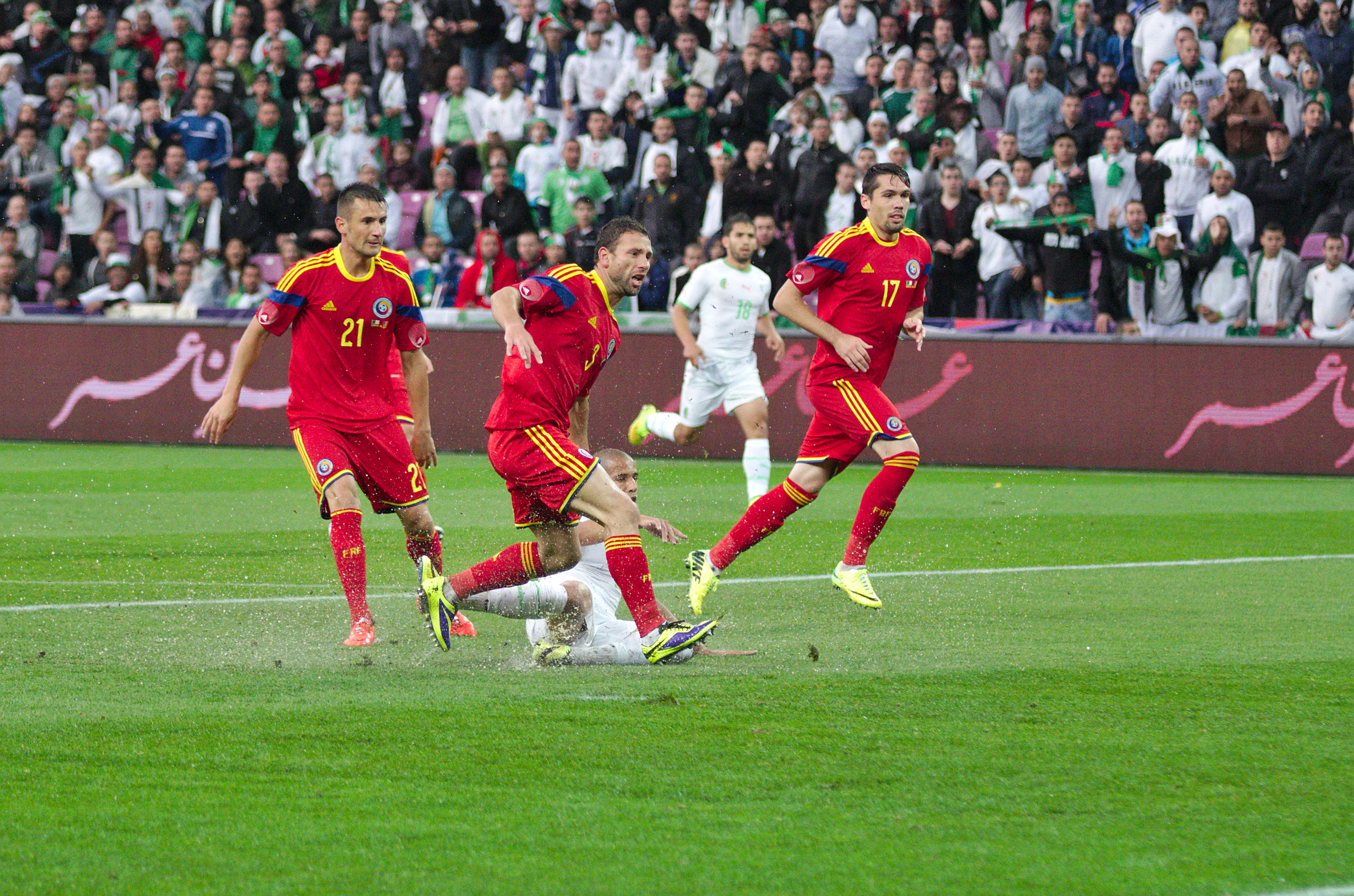
Abdelmoumene Djabou (de branco) num amistoso contra a Romênia.

No dia 18 de setembro de 2010, Djabou foi convocado para a Seleção Argelina de Futebol pelo novo técnico Abdelhak Benchikha para o jogo contra a Seleção Centro-Africana de Futebol.
Djabou competiu pela Argélia no Campeonato das Nações Africanas de 2011, quando os Les Fennecs chegaram às semi-finais no Sudão.
Ele atuou em duas partidas durante a campanha da Eliminatórias Africanas para a Copa do Mundo FIFA de 2014, e foi selecionado para o time da Argélia para a Copa do Mundo em 2 de junho de 2014. Em 22 de junho, Djabou marcou o terceiro gol para os Les Fennecs na vitória por 4 a 2 contra a Coréia do Sul na fase de grupos da Copa.

## Títulos
ES Sétif
- Supercopa Norte Africana: 2010[carece de fontes?]
- Copa da Argélia:2012[carece de fontes?]